# Veles e Vents
 (juin 2025).
Si vous disposez d'ouvrages ou d'articles de référence ou si vous connaissez des sites web de qualité traitant du thème abordé ici, merci de compléter l'article en donnant les références utiles à sa vérifiabilité et en les liant à la section « Notes et références ».
Veles e Vents est le Pavillon de la Coupe de l'America érigé en 2006 à l'extrémité septentrionale du port de Valence pour accueillir cette célèbre compétition de voile en 2007. Il fut conçu par l'architecte anglais David Chipperfield et sélectionné pour le prix Stirling 2007.

## Situation
Le bâtiment se trouve à l'extrémité septentrionale du port de Valence, soit à l'est de la ville. On peut y accéder du centre-ville grâce au tramway. 
Il est situé juste à côté du circuit urbain de Valence qui accueillit de 2008 à 2012 le grand prix d'Europe de Formule 1.

## Histoire
Le pavillon de la Coupe de l'America a été construit en 2006 par l'architecte anglais David Chipperfield pour accueillir en 2007 la coupe de l'America. 
En effet en 2003, les Suisses d'Alinghi remportent à Auckland cette prestigieuse compétition de voile devant le defender Team New Zealand. Or, comme le règlement l'indique, le vainqueur choisit le lieu où il devra défendre son titre lors de la prochaine édition. Mais la Suisse n'ayant pas de façade maritime, l'équipe organise un concours entre plusieurs ports. On trouve ainsi parmi les candidats à la réception de la 32e coupe de l'America Barcelone, Gênes, Marseille et Valence. Valence est alors désignée à la fin de l'année 2003 et devra engager une grande réorganisation du quartier portuaire. C'est ainsi que sera construit le palais des Veles e Vents, soit Voiles et Vents en valencien.
Le 3 juillet 2007, l'équipe suisse Alinghi triomphe pour la deuxième fois d'affilée au large de Valence aux dépens de son adversaire, Emirates Team New Zealand, sur le score de 5 à 2 après dix jours de compétition. 
Début 2010, Alinghi remet son titre en jeu encore au large de Valence, sollicitant une nouvelle fois les services du Palais Veles e Vents. Mais cette fois-ci, c'est son adversaire qui l'emporte. En effet l'équipe américaine BMW Oracle Racing du milliardaire Larry Ellison remporte le 14 février 2010 une deuxième victoire, synonyme de titre en autant de courses, aux dépens du defender suisse, six jours après la première manche.

## Le bâtiment

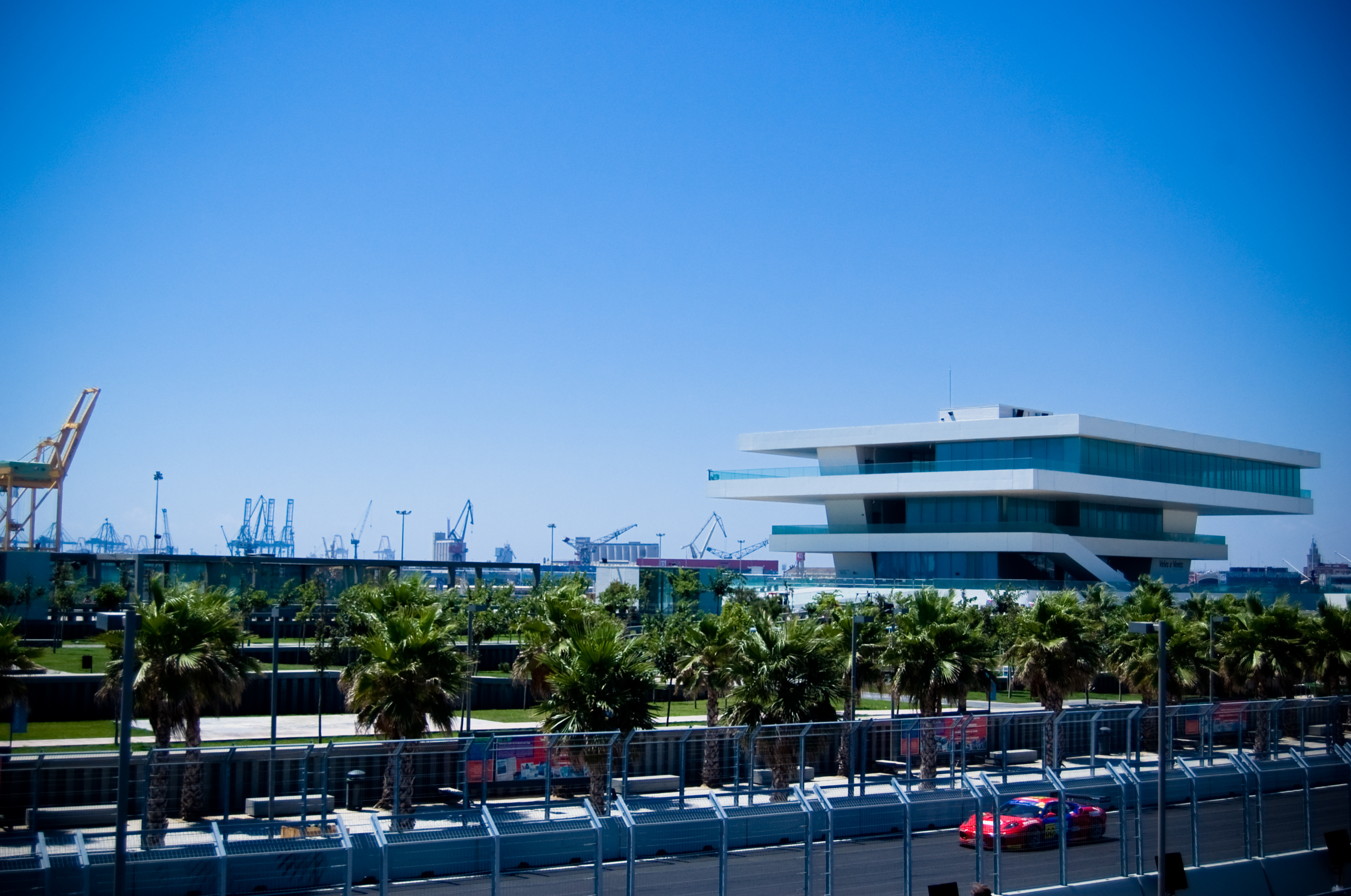
Le pavillon Veles e Vents lors d'un grand prix automobile

Le pavillon est composé d'une superposition de quatre grands plateaux blancs tous légèrement décalés. C'est un bâtiment original à l'architecture légère.
On accède au bâtiment grâce à une rampe. On y trouve au rez-de-chaussée un restaurant public et une salle de réception. Au premier étage, il y a des magasins. Le deuxième et troisième étages sont occupés par les organisateurs de la Coupe de l'America et les sponsors officiels de la compétition, principalement Louis Vuitton.
De plus, le belvédère du bâtiment offre un panorama exceptionnel sur le port et la mer, difficilement visibles lorsque l'on se trouve sur les quais du port puisque le port n'est pas un site touristique.
On trouve aussi un jardin autour du bâtiment principal.
En septembre 2007, le bâtiment a été présélectionné pour le prix Stirling, qui récompense les meilleures réalisations architecturales de l'année. C'est finalement le Literaturmuseum der Moderne (LiMo) de Marbach am Neckar, une autre œuvre de David Chipperfield, qui a été récompensé.